# Casa dolce casa (film 1950)
Casa dolce casa (Home, Tweet Home) è un film del 1950 diretto da Friz Freleng. È un cortometraggio d'animazione della serie Merrie Melodies, distribuito negli Stati Uniti il 14 gennaio 1950.

## Trama
Titti si sta facendo il bagno nella fontanella di un parco, quando viene importunato da Silvestro che intende mangiarselo. Il canarino però riesce a sfuggirgli in vari modi, anche grazie all'aiuto di una donna che legge su una panchina e di Ettore. È proprio il cane a cacciare via definitivamente Silvestro, dopodiché Titti chiama il negozio di animali perché gli mandino un altro gatto.

## Distribuzione

### Edizione italiana
Il cortometraggio arrivò in Italia direttamente in televisione negli anni settanta; il doppiaggio fu realizzato dalla C.V.D. Nel 2000, per l'uscita in VHS, il corto venne ridoppiato dalla Time Out Cin.ca sotto la direzione di Massimo Giuliani su dialoghi di Raffaella Pepitoni. Non essendo stata registrata una colonna internazionale, in entrambi i doppiaggi fu sostituita la musica presente durante i dialoghi.

### Edizioni home video

#### VHS
America del Nord
- Sylvester and Tweety: The Best Yeows of Our Lives (12 agosto 1992)

Italia
- Titti: Casa dolce casa (maggio 2000)

#### DVD e Blu-ray Disc
Il corto, in versione non restaurata, fu incluso nel DVD-Video Tweety: Casa dolce casa uscito in Italia il 23 giugno 2010. Successivamente fu inserito nel primo disco della raccolta Blu-ray Disc e DVD Looney Tunes Platinum Collection: Volume Two, uscita in America del Nord il 16 ottobre 2012.